# Hans Friis
Hans Jakob Fredrik Friis, född 1819 i Köpenhamn, död 7 juli 1887 i Wilhelmshöhe vid Kassel (hemmahörande i Malmö S:t Petri församling), var en dansk-svensk affärsman. Han var far till Ernst Friis.
Friis, som var son till en artilleriofficer, överflyttade 1848 till Malmö för att ägna sig åt handel. Han övertog först ett wienerbageri för att erhålla burskap, men ingick kort därefter kompanjonskap med handlanden Johan Hjort, tillsammans med vilken han ända till 1860 under firma Friis & Hjort drev en omfattande affär med kolonialvaror och norska produkter. Redan 1854 var kommissionär för Hallandsbåtarna och flera av de äldre Stockholmsbåtarna. På 1870-talet, då Det forenede Dampskibsselskab beslutat slå sig under ångbåtstrafiken mellan Malmö och Köpenhamn, som hittills ombesörjts av ett bolag, vilket hade delägare på ömse sidor av sundet, satte Friis till en början i gång ångaren Arboga n:o 1 (sedermera ångaren Lund), som ett års tid konkurrerade med Öresundsbolaget. Arboga n:o 1 var en riktig snabbseglare i jämförelse med det tävlande bolagets äldre fartyg, och konkurrensen blev tidvis hård, vilket ledde till att taxan sänktes till ett minimum. Slutligen inköpte Det forenede Dampskibsselskap samtliga Öresundsångare och Friis blev då bolagets kommissionär, en befattning vilken innebar kontakter med vidsträckta affärskretsar  i in- och utlandet. Friis grundade även, tillsammans med skeppsbyggmästaren Hans Julius Bonnesen ett skeppsvarv, vilket sedermera kom att ägas av Malmö Varfsaktiebolag och från vilket utgick en mängd ång- och segelfartyg av trä. Friis utnämndes 1858 till vice konsul för Brasilien  samt var under längre perioder ledamot av hamndirektionen, av styrelserna för bland annat navigationsskolan, småbarnsskolan och Malmö-Ystads Järnvägsaktiebolag. År 1889 uppkallades Friisgatan i Malmö efter honom.